# Sévignacq-Meyracq
 Sévignacq-Meyracq  (en occitano Sevinhac-Meirac) es una población y comuna francesa, en la región de Aquitania, departamento de Pirineos Atlánticos, en el distrito de Oloron-Sainte-Marie y cantón de Oloron-Sainte-Marie-Est.

## Demografía
| 867 | 723 | 766 | 785 | 729 | 950 | 924 | 890 | 875 | 922 | 885 | 844 | 753 | 733 | 724 | 673 | 681 | 647 | 668 | 655 | 580 | 553 | 527 | 501 | 526 | 431 | 429 | 467 | 486 | 490 | 438 | 437 | 535 | 486 |
| Para los censos de 1962 a 1999 la población legal corresponde a la población sin duplicidades (Fuente: INSEE [Consultar]) |     |     |     |     |     |     |     |     |     |     |     |     |     |     |     |     |     |     |     |     |     |     |     |     |     |     |     |     |     |     |     |     |     |